# Komenda chorągwi
Komenda chorągwi - władza chorągwi Związku Harcerstwa Polskiego o zasięgu terytorialnym odpowiadającym najczęściej województwu (odpowiednik zarządu).

## Skład
W skład komendy chorągwi wchodzi co najmniej 3 członków komendy, w tym komendant, skarbnik oraz osoba odpowiedzialna za program i pracę z kadrą (w składzie komendy musi być przynajmniej jeden zastępca komendanta). Członków komendy chorągwi wybiera na wniosek komendanta chorągwi zjazd chorągwi na 4-letnią kadencję.

## Kompetencje
Komenda chorągwi:
- określa organizację i regulamin pracy komendy chorągwi,
- buduje wspólnotę instruktorską i wspólnotę hufców,
- przyjmuje plan pracy chorągwi, w tym plan kształcenia,
- tworzy warunki do realizacji programu rozwoju chorągwi,
- wspomaga, koordynuje i nadzoruje pracę komendantów hufców, jednostek organizacyjnych i gospodarczych chorągwi oraz ocenia ich działalność,
- koordynuje działalność ruchu przyjaciół harcerstwa na terenie chorągwi,
- podejmuje uchwały w innych sprawach, wniesionych przez członków komendy,
- wykonuje zadania określone przez Zjazd ZHP i władze naczelne,
- podejmuje za zgodą Głównej Kwatery ZHP uchwały o zbywaniu i obciążaniu majątku nieruchomego chorągwi,
- podejmuje uchwały o objęciu akcji lub udziałów w spółce prawa handlowego z udziałem chorągwi lub ustanowieniu fundacji jako fundator,
- deleguje przedstawicieli do reprezentowania chorągwi w innych podmiotach gospodarczych, w których chorągiew ma akcje lub udziały, oraz w fundacjach,
- powołuje i likwiduje chorągwiane jednostki organizacyjne,
- powołuje i odwołuje kierowników jednostek organizacyjnych i gospodarczych utworzonych przez chorągiew,
- składa Głównej Kwaterze ZHP, komisji rewizyjnej chorągwi i radzie chorągwi sprawozdania merytoryczne i finansowe roczne i za okres kadencji ze swej działalności.